# L'Ancià dels dies

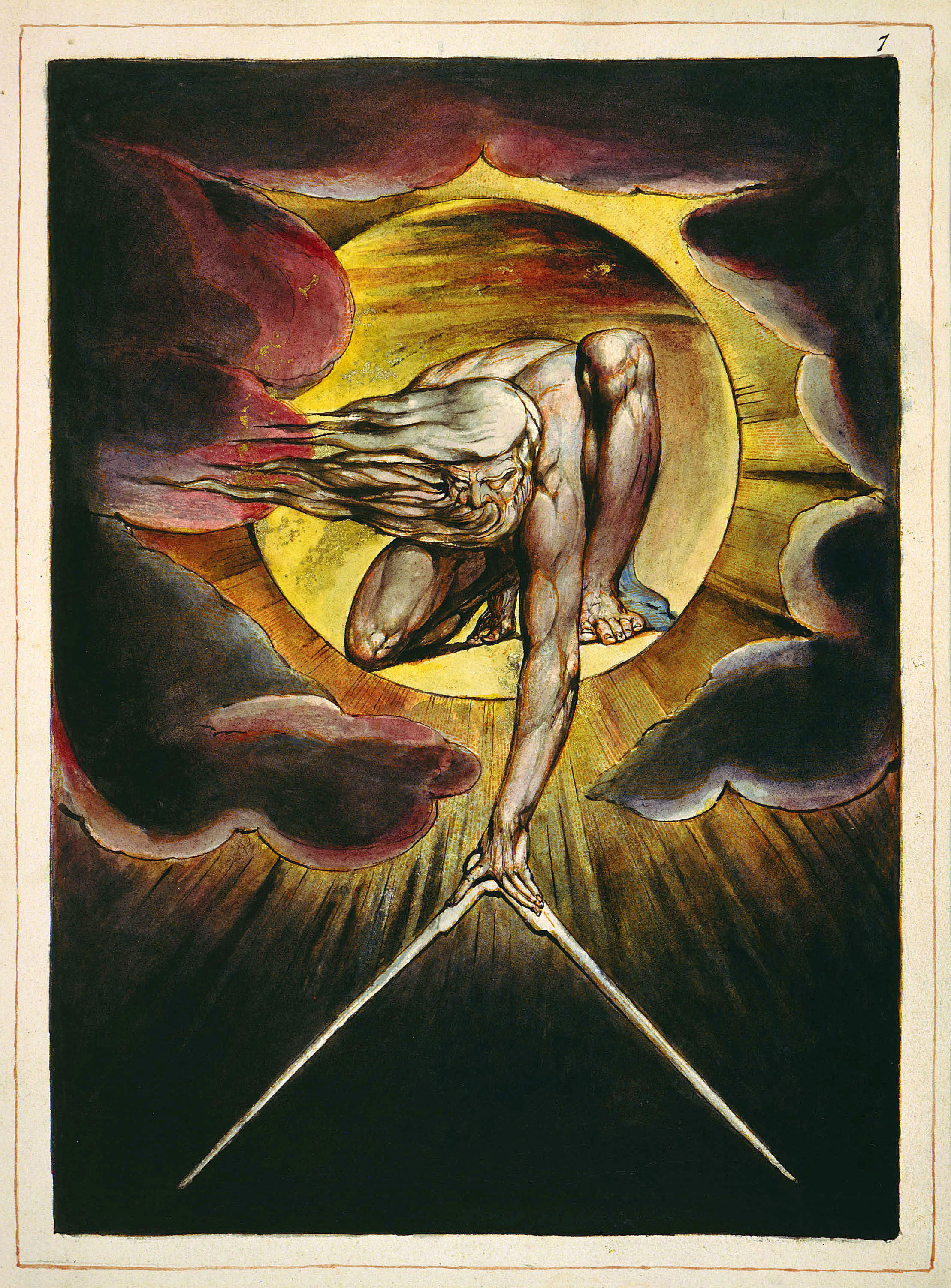
L'Ancià dels dies mesura la Terra amb un compàs, frontispici de la còpia K dEurope, a Prophecy, 1821

L'Ancià dels dies (The Ancient of Days) és el títol d'un gravat de William Blake, de 23 x 17 cm, acolorit a l'aquarel·la, publicat com a frontispici del seu llibre il·lustrat del 1794, Europa, una profecia.
Mostra Urizen (encarnació de la saviesa convencional i la llei en l'univers mitològic de Blake) en una difícil postura ajustada en un cercle semblant al sol, en un espai envoltat de núvols. Nu (sols un petit plec se li veu rere un peu) i ajupit, amb la cama dreta doblegada, projecta el cos en escorç cap endavant i allarga cap avall el braç esquerre (la lateralitat s'inverteix en la planxa del gravat). Amb els dits de la mà forçadament estesos sosté un gran compàs (que, per la lluentor, i la inevitable comparació amb els raigs del sol, sembla eixir dels seus propis dits) sobre el fosc buit inferior. El rostre mira cap avall mentre un fort vent li empeny els llargs cabells i barba cap a la dreta.
La composició de la figura principal, un triangle isòsceles inscrit dins d'un cercle, té el costat major com a diàmetre del cercle i un dels costats més curts com a base (no completament en el pla horitzontal, amb una lleu inclinació), i això crea inestabilitat i dinamisme. L'equilibri de masses s'assoleix amb la postura del braç dret i la projecció dels cabells cap a la banda contrària, en què els núvols tenen també més volum. La simetria se'n reforça amb les línies del compàs, obert noranta graus, com a diagonals que s'adrecen cap als angles inferiors.
L'estil de William Blake, del qual aquesta il·lustració és un clar exemple, es considera un precedent del Romanticisme per la gran llibertat creativa i la força dramàtica, comparable a la del seu coetani Goya. S'ha assenyalat la influència de la terribilità de Michelangelo en la tensió i musculació de la figura, més pròpia d'un jove que no pas d'un ancià.
El tema sembla sorgir d'una de les "visions" de Blake, i la denominació "Ancià dels dies" (antiquus dierum en la Vulgata) és una referència a un enigmàtic personatge (identificable amb Déu, en un context apocalíptic) que apareix en el Llibre de Daniel:

Vaig estar mirant fins que hi posaren trons, i s'hi assegué un Ancià de dies, amb un vestit blanc com la neu, i el cabell com llana neta; el tron, flama de foc, i amb rodes de foc ardent. Un riu de foc procedia i eixia davant seu; milers de milers el servien, i milions de milions li assistien al davant; el Jutge va seure i els llibres s'obriren.
Iconográficament, el compàs s'ha vist com un atribut diví: Déu com un "gran arquitecte", que també podria interpretar-se com una referència a la maçoneria, els símbols de la qual Blake utilitzava sovint.

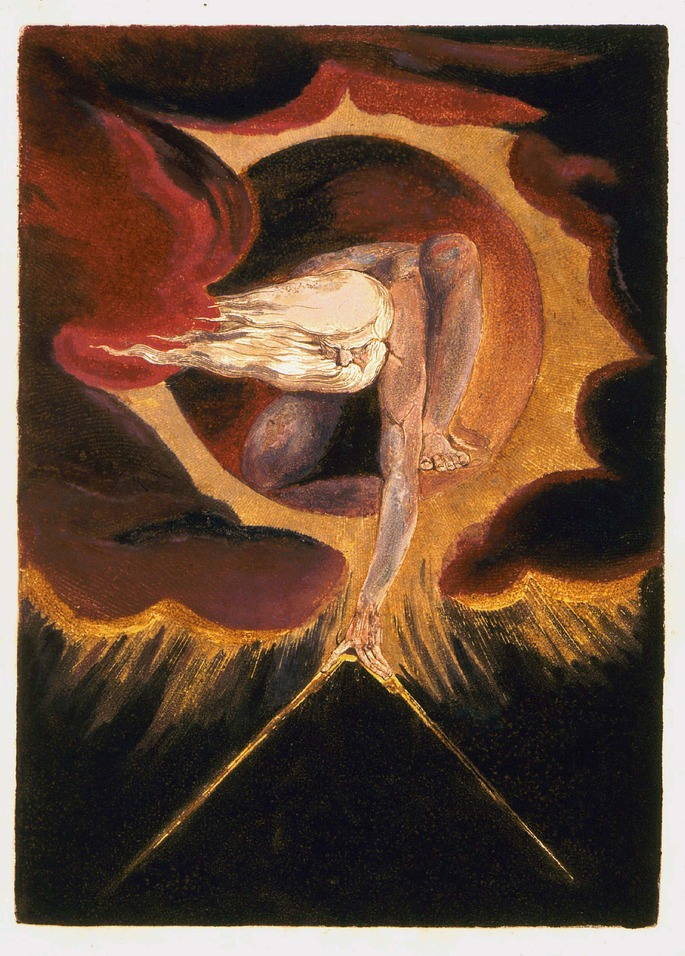
Copia B, 1794, Glasgow University Library
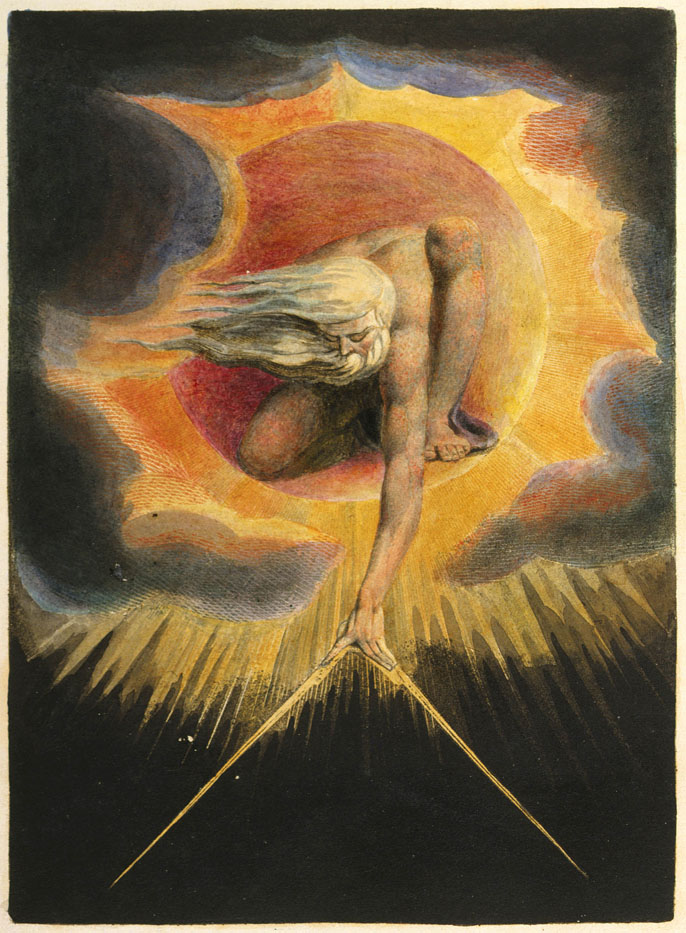
Copia D, 1794, British Museum
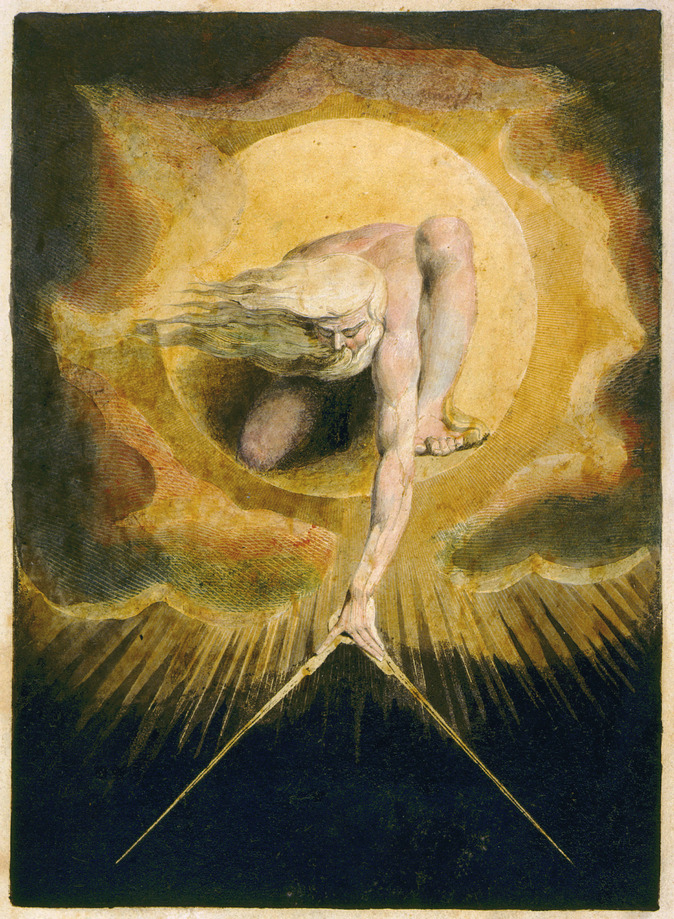
Copia E, 1794, Library of Congress
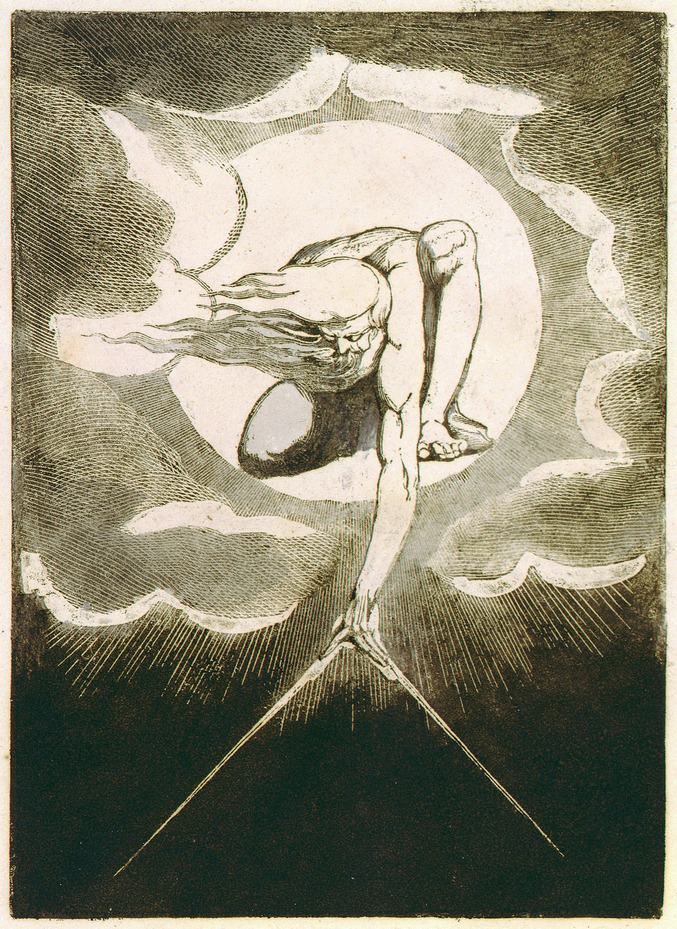
Copia H, 1795, Houghton Library, Universitat Harvard
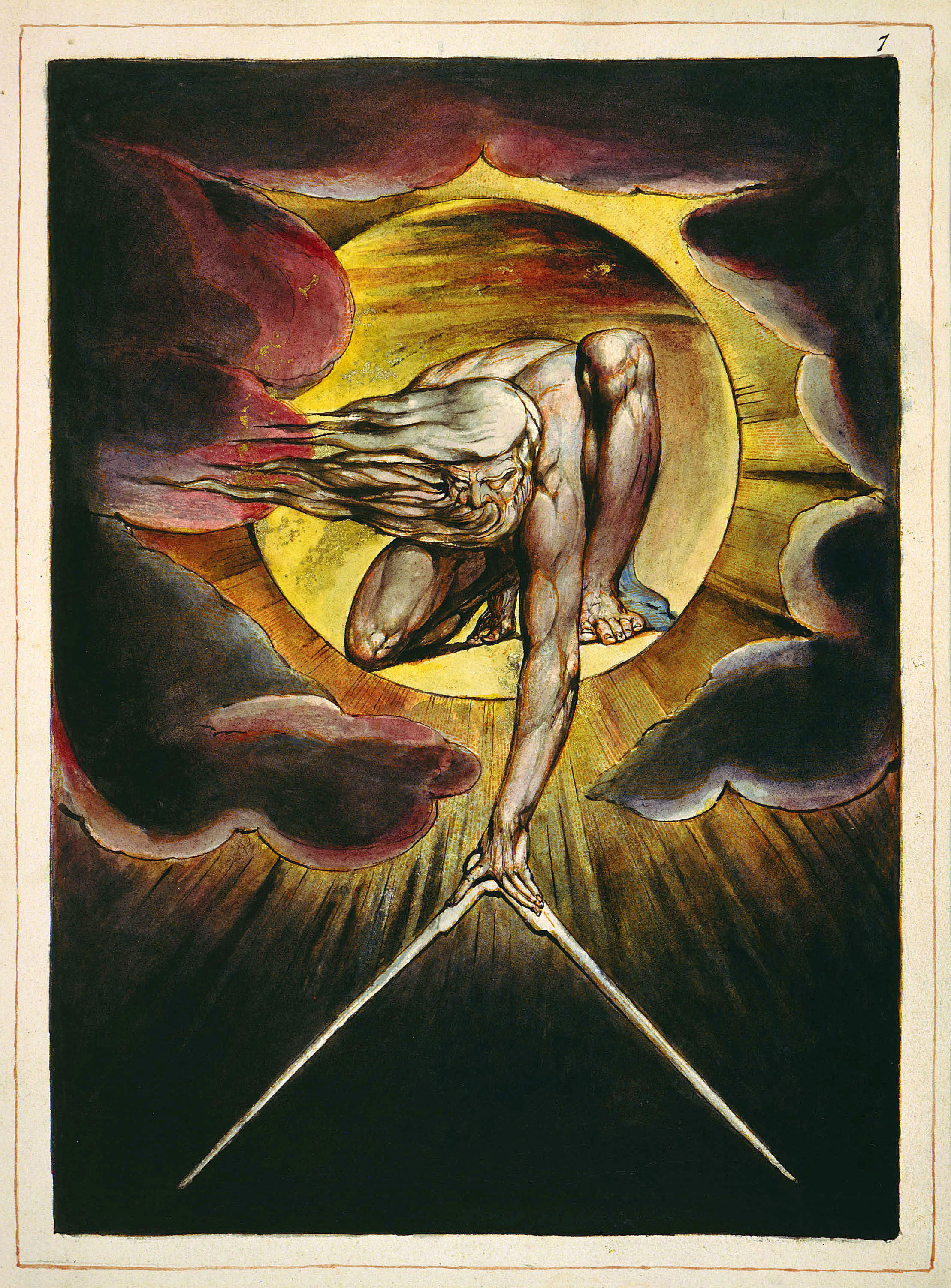
Copia K, 1821, Fitzwilliam Museum